# (9429) Poreč
(9429) Poreč, désignation internationale (9429) Porec, est un astéroïde de la ceinture principale.

## Description
(9429) Porec est un astéroïde de la ceinture principale. Il fut découvert le 14 mars 1996 à Visnjan par l'observatoire de Višnjan. Il présente une orbite caractérisée par un demi-grand axe de 3,03 UA, une excentricité de 0,08 et une inclinaison de 1,6° par rapport à l'écliptique.

## Compléments